# Brześć Kujawski
Brześć Kujawski (in tedesco Brest) è un comune urbano-rurale polacco del distretto di Włocławek, nel voivodato della Cuiavia-Pomerania.
Ricopre una superficie di 150,44 km² e nel 2004 contava 11 112 abitanti.